# Georges Berger (gimnasta)
Georges Hubert Albert Berger (Louvroil, Nord, 1 de maig de 1897 – Trith-Saint-Léger, 16 de novembre de 1952) va ser un gimnasta artístic francès que va competir en els anys posteriors a la Primera Guerra Mundial.
El 1920 va prendre part en els Jocs Olímpics d'Anvers, on guanyà la medalla de bronze en el concurs complet per equips del programa de gimnàstica.